# Jagd- und Sammelbelege der irischen Vorzeit
Jagd- und Sammelbelege der irischen Vorzeit sind insgesamt dürftig, wurden aber auf mesolithischen Wohnplätzen und in Megalithanlagen, Steinkisten sowie in oder unter Grabhügeln der jüngeren Stein- und der Bronzezeit entdeckt. 

## Malakofauna

### Neolithikum
Eine Muschelschale wurde unter dem Endstein des Court Tomb von Shalwy, im County Donegal gefunden, einem Gebiet, wo derartige Weichtiere, wie Muschelhaufen belegen, kontinuierlich gegessen wurden. Im Passage Tomb von Fourknocks im County Meath, wurden Kammmuscheln und Austernschalen gefunden. Ein Stapel unbestimmter Muscheln wurde unter dem Hügel von Knocklea, im County Dublin gefunden.

### Bronzezeit
Eine Miesmuschelschale aus der Bronzezeit wurde in der Steinkiste von Claretuam im County Galway gefunden. Andere wurden in der Steinkiste von Kinard im County Mayo, zusammen mit einem Gefäß und einem Skelett in Hockerstellung, gefunden. 

## Landfauna

### Mesolithikum
Während Hirsche an der mesolithischen Fundstelle am Mount Sandel, im County Londonderry nur in kleinem Umfang belegt wurden, wurden sie in deutlich höherem Grad an der mesolithischen Fundstelle am Lough Boora im County Offaly festgestellt. 

### Neolithikum
Über Knochen des Rothirsches wird vom Fundplatz Lyles Hill im County Antrim berichtet. Es gibt weitere Berichte von den Court Tombs von Aghanaglack und Rossinure Beg im County Fermanagh und Deerpark im County Sligo. Rothirschgeweih in Form von verarbeiteten Sprossen wurde in mehreren Passage Tombs gefunden, darunter in Newgrange sowie eine Nadel in Fourknocks 1. Aus der Glockenbecherperiode von Newgrange stammen insgesamt neun Geweihstücke.

### Bronzezeit
In einem frühbronzezeitlichen Frauengrab unter einem Hügel bei Farta, im County Galway wurde die Tote zusammen mit einem siebenjährigen Hengst und den Überresten eines Rothirsches begraben. Der runde Steinhügel von Knockast im County Westmeath, der neben etwa 44 Begräbnissen auch Geweihsprossen und Knochen enthielt, ist eine der relativ wenigen Stellen, die auch die Hauer des Wildschweines überlieferte. In der Spätbronzezeit von Ballinderry im County Offaly ist der Rothirsch in kleinen Mengen belegt.

## Vögel
Trotz reicher mesolithischer Funde vom Mount Sandel wo Auerhähne, Knäk-, Pfeif- und Stockenten, Schnepfen und Ringeltauben gejagt wurden, finden sich in späteren prähistorischen Zeiten wenig Belege für die Vogeljagd. Lediglich unspezifizierte Vogelknochen in der neolithischen Anlage von Audleystown und spätbronzezeitliche Wildentenknochen von Ballinderry, im County Offaly sind bekannt.